# Prabowo Subianto
Prabowo Subianto (właśc. Prabowo Subianto Djojohadikoesoemo, ur. 17 października 1951 w Dżakarcie) – indonezyjski polityk, przedsiębiorca oraz generał Indonezyjskich Sił Zbrojnych w stanie spoczynku. W latach 2019–2024 minister obrony Indonezji. Od 20 października 2024 prezydent Indonezji.
Współzałożyciel i od 2014 lider prawicowo-populistycznej partii Gerindra.

## Życiorys
Jego ojciec, Sumitro Djojohadikusumo (1917–2001), był ministrem w rządach Sukarno oraz Suharto. Kształcił się w Szwajcarii, Hongkongu oraz na Victoria Institution w Kuala Lumpur. W latach 1966–1968 wraz z rodziną mieszkał w Londynie, gdzie ukończył The American School w Londynie. 
Po powrocie do kraju, w 1970 roku ukończył Indonezyjską Akademię Wojskową i służył następnie w siłach specjalnych (Kopassus). W 1974 ukończył kurs dla komandosów, następnie szkolił się w niemieckiej jednostce antyterrorystycznej GSG 9 oraz amerykańskich siłach specjalnych w Fort Bennig. Brał udział w inwazji na Timor Wschodni, przewodząc grupie, która 31 grudnia 1978 zamordowała premiera Timoru Wschodniego Nicolaua dos Reisa Lobato. W roku 1983 brał udział w zwalczaniu sił partyzanckich w tym kraju. W kolejnych latach kontynuował karierę w siłach zbrojnych, zostając dowódcą batalionu piechoty powietrznodesantowej, a w 1995 objął funkcję dowódcy generalnego sił specjalnych (Kopassus). 

W 1998 roku Subianto został mianowany szefem liczącego 27 000 żołnierzy Dowództwa Rezerwy Strategicznej Armii Indonezji. Krwawe stłumienie protestów studenckich w Dżakarcie w maju 1998 roku, w których zginęło czterech studentów, a dziesiątki innych zostało rannych oraz oskarżenia o inspirowanie zamieszek, mających na celu obalenie prezydenta Suharto, doprowadziły do zwolnienia Subianto z sił zbrojnych. Kolejne lata spędził na wygnaniu w Jordanii. Rozpoczął działalność gospodarczą w branży papierniczej i naftowej, został także właścicielem kilku plantacji we Wschodnim Kalimantanie na Borneo.

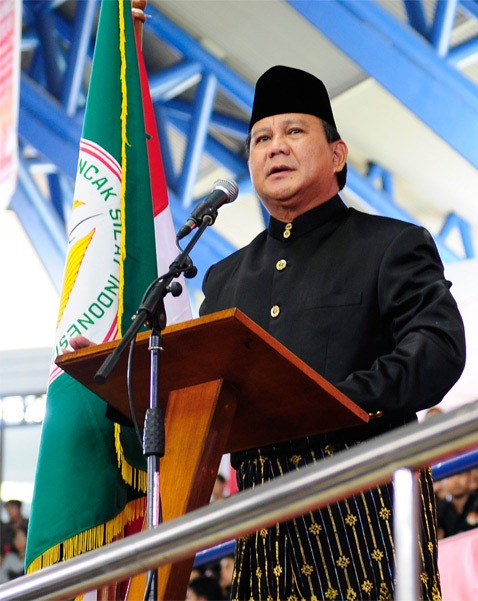
Prabowo Subianto przemawiający podczas Igrzysk Azji Południowo-Wschodniej w 2011 roku

W 2008 założył partię Gerindra (Partai Gerakan Indonesia Raya), której od 2014 przewodniczy. W 2009 bezskutecznie wystartował w wyborach prezydenckich jako kandydat na wiceprezydenta, zastępcę Megawati Sukarnoputri.
W 2014 roku startował w wyborach prezydenckich, w których uzyskał 46,85% ważnie oddanych głosów, przegrywając tym samym z kandydatem PDI-P – Joko Widodo. Wystartował również w wyborach prezydenckich w 2019, ponownie przegrywając z Widodo. W październiku 2019 został zaprzysiężony na ministra obrony.
W sierpniu 2022 Prabowo Subianto ogłosił swój start w wyborach prezydenckich w 2024 roku. Według oficjalnych wyników zwyciężył w I turze głosowania, uzyskując 58,58% głosów. 20 października 2024 objął urząd prezydenta.

### Życie prywatne
Jego żoną w latach 1983–1998 była Titiek Suharto, córka byłego prezydenta Indonezji – Suharto. Ma syna projektanta mody Didit Hediprasetyo (ur. 1984).